# Stadsljusgruppen
Stadsljusgruppen är en ideell förening som bildades 1997 i Stockholm med syfte att uppmärksamma och därigenom försöka skydda äldre, lokal ljusreklam. Stadsljusgruppen var initiativtagare till Stadsmuseets neonskyltsinventering 1998 och utmärkelsen Lysande skylt. 

## Historik

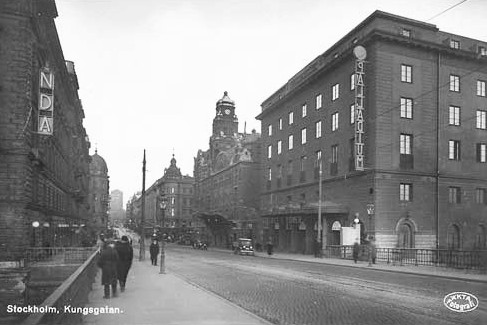
Palladiums neonskylt på 1940-talet.

I Stadsljusgruppen ingår personer med olika bakgrund som regissör, filmproducent, konsthistoriker, byggnadsantikvarie och ljusdesigner. Alla har ett gemensamt intresse av att värna staden som "lysande konstform". Initiativtagare till Stadsljusgruppen  var Jan Garnert, etnolog och teknikhistoriker. 
Bakgrunden var att en av Stockholms äldsta neonskyltar för biografen Palladium revs under år 1996. Denna skylt, som fick bygglov 1926, var den troligen äldsta bevarade neonskylten i Stockholm. Ägaren till fastigheten, och därmed skylten, fick bygglov för en ny skylt och tog ned Palladiumskylten eftersom han ville sätta upp en ny i samband med ombyggnaden inför etableringen av Casino Cosmopol.
Detta mötte inga hinder eftersom ljusreklam som blivit kulturarv inte kan K-märkas.  Samma öde kan även drabba den kända  Stomatolskylten, Sveriges första och äldsta fungerande rörliga ljusreklam med glödlampor.[källa behövs]

## Lysande skylt

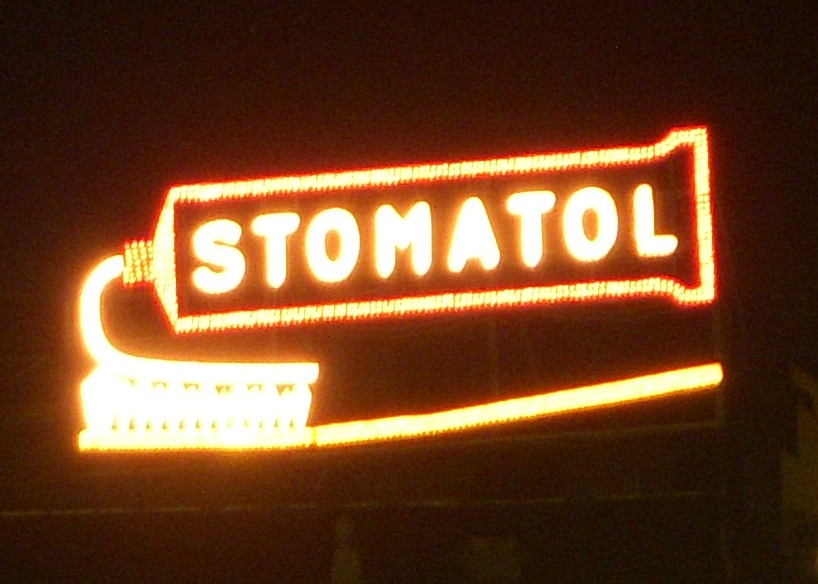
Stomatolskylten som fick diplomet 1997.

Vid två tillfällen, 1997 och 1998, utsåg Stadsljusgruppen  vinnaren av ”Lysande skylt” som gick till ägare av klassisk ljusreklam med uppmaningen att vårda detta kulturarv. 
År 1997 utdelades diplomet till ägarna av bland andra Stomatolskylten vid Slussen och Draken-skylten vid före detta biograf Draken. Postumt diplom gick till den nedtagna neonskylten "Palladium".
Biografen "Palladium" finns inte heller kvar, den stängde 1987. Sedan mars 2003 är Casino Cosmopol i byggnaden. Mellan 1998 och 2010 utdelades inget diplom. Från och med år 2011 arrangeras tävlingen ”Lysande skylt” av Stockholms stadsmuseum.